# Catolicisme a Àfrica
El catolicisme a Àfrica és la part de l'Església Catòlica als diversos països d'Àfrica. L'activitat cristiana a l'Àfrica es va iniciar al segle i quan es va formar el Patriarcat d'Alexandria com un dels quatre Patriarques d'Orient originals (els altres eren Constantinoble, Antioquia i Jerusalem). El 2005, les Esglésies Catòlica Romana i Catòlica Oriental aplegaven a Àfrica aproximadament 135 milions dels 809 milions d'habitats d'Àfrica. El 2009, quan el pàpa Benet XVI va visitar Àfrica, s'estimava en 158 milions. Pel 2025 s'espera que una sisena part (230 milions) dels catòlics del Món siguin africans. El seminari més gran del món és a Nigèria, en la frontera amb Camerun a Àfrica Occidental, i Àfrica produeix un gran percentatge dels sacerdots del món. També hi ha 16 cardenals procedents d'Àfrica, dels 192, i uns 400.000 catequistes. El cardenal Peter Turkson, antic arquebisbe de Cape Coast, Ghana, és el cardenal més jove d'Àfrica amb 64 anys.

## Història

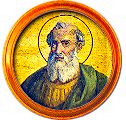
El papa Víctor I fou un amazic cristianitzat, qui establí el llatí com a llengua oficial de l'Església Catòlica

Molts membres importants de l'Església primitiva eren d'Àfrica, inclosos l'evangelista Marc, Orígenes, Tertul·lià, Agustí d'Hipona (d'Hippo Regius a l'actual Annaba, Algèria) i Climent d'Alexandria. Les esglésies a l'est d'Àfrica del Nord, com Egipte i Etiòpia, tendien en la pràctica a alinear-se amb el cristianisme oriental, però els situades a la regió coneguda actualment com a Magreb, eren lligades a l'Església de Roma. Tres dels primers papes eren de la província romana d'Àfrica: Víctor I (entre 189-199), el Papa Melquíades (entre 311-314) i Gelasi I (entre 492-496), i tots ells eren amazics cristians.
La població catòlica del continent passà de 2.000.000 en 1900 a 140 milions en 2000.

## Fi del cristianisme indígena al nord-oest d'Àfrica després de la conquesta àrab el 700
La visió històrica convencional és que el conquesta del nord d'Àfrica pels omeies islàmics entre els anys 647-709 va acabar efectivament amb el catolicisme a l'Àfrica per molts segles. Una opinió predominant és que en aquell moment l'església no hi tenia la columna vertebral d'una tradició monàstica i encara patia les seqüeles de les heretgies, incloent l'anomenada donatista, i això va contribuir a la primerenca destrucció de l'Església a l'actual Magrib. Alguns historiadors contrasten això amb la forta tradició monàstica copte a Egipte, que s'acredita com un factor que va permetre a l'Església copta de mantenir la fe majoritària en aquest país gairebé fins després del segle xiv.
No obstant això han aparegut nous estudiosos que ho qüestionen. Hi ha informes que la fe catòlica romana va persistir en la regió de Tripolitània (actual Líbia occidental) a l'actual Marroc durant alguns segles després de la fi de la conquesta àrab el 700. Hi ha excavacions arqueològiques actuals a l'oest de Líbia que se centren en les restes d'esglésies cristianes que daten del segle x. També hi ha evidència de peregrinacions religioses després de 850 dC a les tombes dels sants catòlics fora de la ciutat de Cartago, i evidència de contactes amb religiosos cristians de l'Espanya musulmana. A més, les reformes de calendari adoptades en aquells anys a Europa es van difondre entre els cristians indígenes de Tunísia, cosa que no hauria estat possible sp hagués hagut una absència de contacte amb Roma. Jonathan Conant (Staying Roman, Conquest and Identity in Africa and the Mediterranean, 439-700, Cambridge, 2012, pp. 362–370) revisa l'evidència. Afirma que l'Islam no va esdevenir majoritari a Tunísia fins molt de temps després al segle x i la "gran majoria fins a algun moment del X" (pp. 363-64). Els cristians tendien a viure en pobles i ciutats i parlaven llatí d'Àfrica, al-latini al-afriqi, fins "almenys el segle XII" (ibid. p. 363). Pel 1076 només hi havia dos bisbes a l'Àfrica. el papa Gregori va haver de nomenar-ne un tercer per tal d'elevar el nombre fins a tres i consagrà un nou bisbe d'Hipona. El declivi del cristianisme va ser accelerat en part per la destrucció dels escrits per la invasió dels Banu Hilal, enviats pels fatimites del Caire per castigar els emirs sunnites zírides. Això va donar lloc a l'arabització de Tunísia, fins aleshores de llengua i cultura amaziga i llatina. En 1159-60 molts dels cristians restants van ser evacuats pels normands a Sicília.

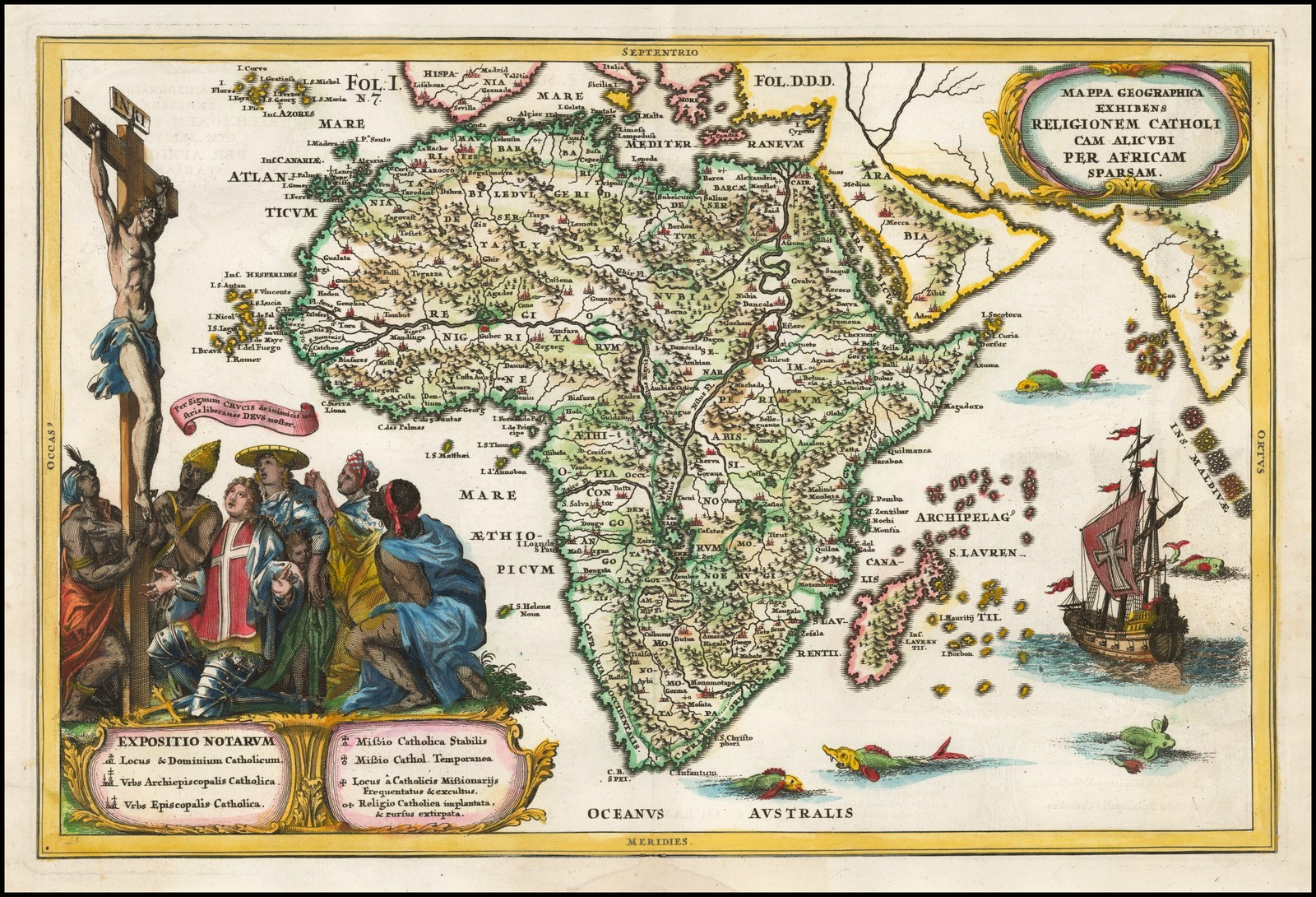
Heinrich Scherer, Mappa Geographica exhibens Religionem Catholicam alicubi per Africam sparsam, circa 1710

Sembla que el catolicisme local va patir una enorme pressió durant el temps de l'arribada al poder dels règims fonamentalistes musulmans dels almohades i almoràvits, i el registre mostra demandes fetes pels cristians locals de Tunísia per convertir-se a Islam. Encara tenim informes d'habitants cristians i d'un bisbe a la ciutat de Kairuan al voltant de 1150, un informe important, ja que aquesta ciutat fou fundada pels àrabs musulmans àrabs al voltant del 680 com el seu centre administratiu després de la seva conquesta. Una carta als arxius de l'Església Catòlica del segle xiv mostra que encara hi quedaven quatre bisbats al nord d'Àfrica, sens dubte un fort descens dels més de quatre-cents bisbats que hi havia en el moment de la conquesta àrab.
Quan van arribar els francesos com a conqueridors colonials a Algèria i Tunísia en 1830 el catolicisme local s'havia extingit. El creixement del catolicisme a la regió després de la conquesta francesa es va construir sobre colonitzadors i colons europeus, i aquests immigrants i la majoria dels seus descendents van marxar quan els països de la regió es van independitzar.

## Africans actualspapables

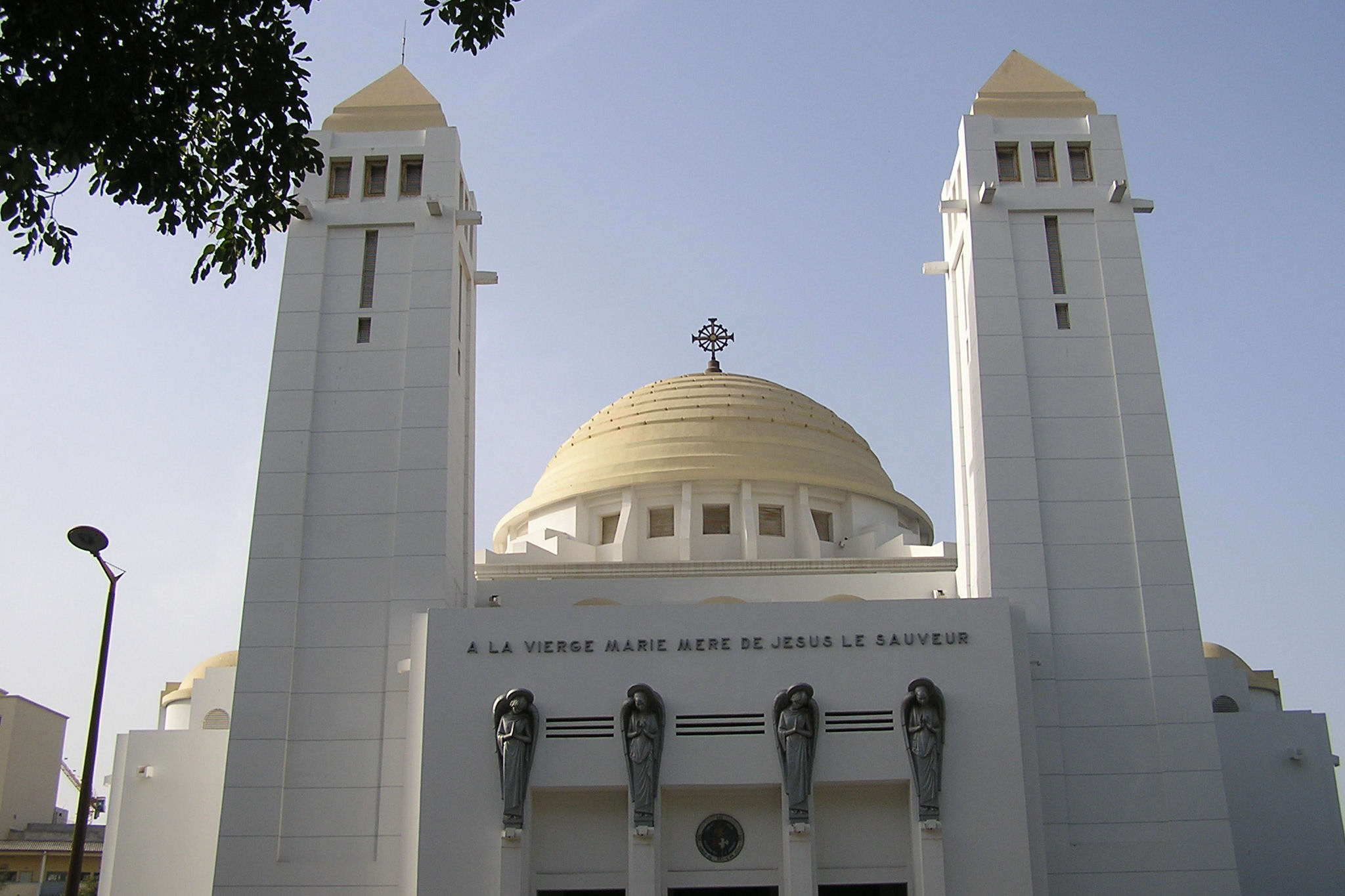
Catedral de Nostra Senyora de les Victòries a Dakar.

D'acord amb Philip Jenkins, el segle xx ha vist els majors canvis per a l'Església catòlica. En 1920 Hilaire Belloc havia proclamat, "L'Església és Europa i Europa és l'Església." Pel 1960 el Col·legi de Cardenals en va nomenar el primer africà, Laurean Rugambwa. En una política deliberada, Joan Pau II va seleccionar molts cardenals de nacions del Tercer Món i pel 2001 ja eren el 40% del cos. En 2002 els cardenals italians eren només el 15% del Col·legi, mentre que en la dècada de 1950 eren el 60%.
Jenkins veu el conservadorisme de Joan Pau II com a particularment atractiu per als catòlics de les nacions en vies de desenvolupament i és probable que sigui una força dominant en la política catòlica des de fa algun temps. Francis Arinze, un cardenal nigerià i assessor de Joan Pau II, era considerat papable abans del conclave de 2005, que va elegir Benet XVI. Com Arinze és teològicament conservador, Jenkins suggereix que hauria portat "nocions d'autoritat i carisma" africans al càrrec, en comptes de democràcia.
Jenkins afirma: "La perspectiva d'un papa negre africà excita comprensiblement els cristians de totes les tendències polítiques." Fins i tot el cardenal Joseph Ratzinger, tres anys abans de la seva pròpia elecció com a Papa, assenyala la perspectiva d'un papa africà com a "totalment plausible" i un "senyal meravellós per a tota la cristiandat." Segons el Financial Times, un africà com Arinze podria "impulsar la popularitat" de l'Església, que a l'Àfrica s'enfronta a una forta competència de les esglésies pentecostalista, baptista i evangèlica. El Daily Telegraph ha dit que un "papat africà és el resultat lògic" atès que la majoria dels catòlics viuen ara al món en vies de desenvolupament, i, en particular, l'església catòlica africana "ha crescut 20 vegades des de 1980."
En el següent conclave, el cardenal Peter Turkson de Ghana havia estat anomenat "el més probable" dels candidats procedents d'Àfrica i va ser considerat com el favorit per guanyar el papat abans de l'elecció de Jorge Mario Bergoglio en 2013.

## El celibat a l'Àfrica
Àfrica presenta problemes particulars per al vot de celibat dels sacerdots catòlics, ja que les expectatives culturals per a un home són tenir una família. A principis del segle xxi, com el celibat va estar posat en dubte, Àfrica va ser citada com a regió on la violació del celibat és particularment rampant. Els sacerdots al continent van ser acusats de prendre esposes i concubines. L'aïllament dels sacerdots que treballen a zones rurals d'Àfrica i la baixa condició de la dona africana se sumen a la temptació. En 2010 es va formar una secta escindida de sacerdots catòlics casats a Uganda, anomenada l'Església Nacional Catòlica Apostòlica, format després de l'excomunió d'un capellà casat pel Papa Benet XVI.